# Chico Xavier (filme)
Chico Xavier é um filme brasileiro de 2010, do gênero drama biográfico, dirigido por Daniel Filho, com roteiro de Marcos Bernstein, baseado no livro As Vidas de Chico Xavier, de Marcel Souto Maior.
Estreou nos cinemas no dia 2 de abril de 2010 e em 6 de maio atingiu a marca de três milhões de espectadores.
Foi exibido em forma de minissérie pela TV Globo, de 25 a 28 de janeiro de 2011, em 4 capítulos.

## Sinopse
A obra é uma adaptação para o cinema que descreve a vida do médium brasileiro Chico Xavier, que viveu 92 anos (1910-2002), sua atividade mediúnica e filantrópica. O filme relata uma vida conturbada, com lutas e amor. Chico Xavier psicografou mais de 400 livros.

## Elenco
- Nelson Xavier .... Chico Xavier (idoso)
  - Ângelo Antônio .... Chico Xavier (adulto)
  - Matheus Costa .... Chico Xavier (criança)
- Tony Ramos .... Orlando
- Christiane Torloni .... Glória
- Giulia Gam .... Rita
- Letícia Sabatella .... Maria
- Luis Melo .... João Candido
- Pedro Paulo Rangel .... padre Scarzelo
- Giovanna Antonelli .... Cidália
- André Dias .... Emmanuel
- Paulo Goulart .... Saulo Guimarães
- Cássia Kiss .... Iara
- Cassio Gabus Mendes .... padre Júlio Maria
- Rosi Campos .... Dona Cleide
- Carla Daniel .... Carmosina
- Ailton Graça .... Passageiro 1
- Charles Fricks .... David Nasser
- Jean Pierre Noher .... Jean Manzon
- Nildo Parente .... Juiz
- Bruce Gomlevsky .... Promotor
- Cadu Fávero .... Rafael
- Luiz Serra .... Daniel Albuquerque
- Thelmo Fernandes .... Menezes de Assis
- Cynthia Falabella .... Professora
- Via Negromonte .... Dora
- Osvaldo Mil .... José
  - André Luiz Frambach .... José (1918 a 1922)
- Anselmo Vasconcellos .... Perácio
- Ana Rosa .... Carmem
- Gregório Duvivier .... Oftalmologista
- Anja Bittencourt .... mãe das Ensandecidas
- Mariana Bassoul .... ensandecida 1
- Thamirys Spyker .... ensandecida 2
- Carolina Pavanelli .... ensandecida 3
- Juliana Bertoni .... ensandecida 4
- Maria Helena Pader .... mãe de Ludi
- Cininha de Paula .... Maria Celeste
- Prazeres Barbosa .... Mulher que recebe relógio
- Gustavo Ottoni .... Médico de Chico em São Paulo
- Tião D'Ávila .... Feliciano
- Renata Imbriani .... Tânia
- Raul Tolledo .... Walcyr
- Pietro Mário .... Pai que chora
- Rejane Zilles .... Mulher que dá relógio
- Fábio Porchat .... Passageiro 2
- Leonardo Jabbour .... Eduardo
- Hélio Ribeiro .... Repórter da TV
- Guilherme Bernard .... Eurípides
- Matheus Guedes .... Vivaldo
- Raquel Bonfante .... aluna Rosa
- Matheus de Sá .... Aluno
- Victor Navega Mott .... Moacir
- Gláucia Rodrigues .... Letícia Almeida
- Pablo Sanábio .... Assistente de produção
- Daniel Barcellos .... João Leonardo
- Paulo Vespúcio .... Emiliano
- Adelaide de Castro .... Léa
- Larissa Vereza .... Lúcia
- Nilvan Santos .... Agricultor
- Samuel de Assis .... Altair
- Andréa Caldas .... Luísa
- Kika Freire .... Geni
- Flávia Guedes .... Geralda
- Carla Cabé.... Maria Conceição
- Tânia Costa .... Maria Cândido
- Cacá Dias .... Raimundo
- Alexandre David .... Pacheco
- Antônio Destro .... Oficial de Justiça
- Carlos Mariano .... pastor Elias
- Júlio Uchôa .... Homem com Bíblia

## Recepção
Mariana Bonfim em sua crítica para o Omelete escreveu: "Ao contrário de Lula, o Filho do Brasil (2010), Chico Xavier se apresenta como uma biografia sincera, sem melodramas, desmistificando o santo e o transformando em homem." Sandra Jacqueline Stoll avaliando o filme para o Estadão disse que "ao  contrário do que se pensa, Chico Xavier não representa unanimidade no mundo espírita. Ainda que seguido e admirado por milhões de brasileiros, é do meio espírita mais apegado às tradições kardecistas que vem pesada crítica a seu trabalho." Inácio Araujo, para a Folha de S.Paulo, destacou que o filme é "acima da média" e "exibe acerto de roteiro e direção".

### Bilheteria
O filme se tornou uma das maiores bilheterias do cinema nacional, alcançando um público de 3,4 milhões de espectadores.

## Prêmios e Indicações
| Ano  | Prêmio                             | Categoria                              | Nomeações                                                  | Resultado | Ref.          |
| ---- | ---------------------------------- | -------------------------------------- | ---------------------------------------------------------- | --------- | ------------- |
| 2010 | Prêmio Contigo! de Cinema          | Melhor Filme (Júri Popular)            | Chico Xavier                                               | Venceu    | [ 10 ]        |
| 2010 | Prêmio Contigo! de Cinema          | Melhor Ator (Júri Popular)             | Nelson Xavier                                              | Venceu    | [ 10 ]        |
| 2010 | Prêmio Contigo! de Cinema          | Melhor Ator Coadjuvante (Júri Popular) | Tony Ramos                                                 | Venceu    | [ 10 ]        |
| 2011 | Grande Prêmio Brasileiro de Cinema | Melhor Longa-Metragem de Ficção        | Chico Xavier                                               | Indicado  | [ 11 ] [ 12 ] |
| 2011 | Grande Prêmio Brasileiro de Cinema | Melhor Direção                         | Daniel Filho                                               | Indicado  | [ 11 ] [ 12 ] |
| 2011 | Grande Prêmio Brasileiro de Cinema | Melhor Ator                            | Ângelo Antônio                                             | Indicado  | [ 11 ] [ 12 ] |
| 2011 | Grande Prêmio Brasileiro de Cinema | Melhor Ator                            | Nelson Xavier                                              | Indicado  | [ 11 ] [ 12 ] |
| 2011 | Grande Prêmio Brasileiro de Cinema | Melhor Atriz                           | Christiane Torloni                                         | Indicada  | [ 11 ] [ 12 ] |
| 2011 | Grande Prêmio Brasileiro de Cinema | Melhor Ator Coadjuvante                | Cássio Gabus Mendes                                        | Indicado  | [ 11 ] [ 12 ] |
| 2011 | Grande Prêmio Brasileiro de Cinema | Melhor Atriz Coadjuvante               | Cássia Kis                                                 | Venceu    | [ 11 ] [ 12 ] |
| 2011 | Grande Prêmio Brasileiro de Cinema | Melhor Roteiro Adaptado                | Marcos Bernstein                                           | Venceu    | [ 11 ] [ 12 ] |
| 2011 | Grande Prêmio Brasileiro de Cinema | Melhor Direção de Fotografia           | Nonato Estrela                                             | Indicado  | [ 11 ] [ 12 ] |
| 2011 | Grande Prêmio Brasileiro de Cinema | Melhor Direção de Arte                 | Claudio Amaral Peixoto                                     | Indicado  | [ 11 ] [ 12 ] |
| 2011 | Grande Prêmio Brasileiro de Cinema | Melhor Figurino                        | Bia Salgado                                                | Indicado  | [ 11 ] [ 12 ] |
| 2011 | Grande Prêmio Brasileiro de Cinema | Melhor Maquiagem                       | Rose Verçosa                                               | Venceu    | [ 11 ] [ 12 ] |
| 2011 | Grande Prêmio Brasileiro de Cinema | Melhor Efeito Visual                   | Tamis Lustre                                               | Indicado  | [ 11 ] [ 12 ] |
| 2011 | Grande Prêmio Brasileiro de Cinema | Melhor Som                             | Branko Neskov, Carlos Alberto Lopes, Cas e Simone Petrillo | Indicado  | [ 11 ] [ 12 ] |
| 2011 | Grande Prêmio Brasileiro de Cinema | Melhor Montagem - Ficção               | Diana Vasconcellos                                         | Indicado  | [ 11 ] [ 12 ] |
| 2011 | Grande Prêmio Brasileiro de Cinema | Melhor Trilha Sonora Original          | Egberto Gismonti                                           | Indicado  | [ 11 ] [ 12 ] |